# 구사카 류노스케
구사카 류노스케(일본어: 草鹿 龍之介, 1892년 9월 25일 ~ 1971년 11월 23일)는 일본 제국의 군인이다.

## 생애
구사카 류노스케는 도쿄 출신으로, 본적은 이시카와현이다. 그는 오사카 덴노지 중학을 졸업 후, 1913년에 해군병학교 41기로 졸업하였다. 이듬해인 1914년 오토와에 승선하여 독일-일본 전쟁에 참전, 칭다오 전투에서 전공을 세웠다.
1937년 제3함대의 참모로서 중일전쟁에 참전하게 된다.
해군내에서 "항공전에 밝은 인물"로 평가가 높았지만 전문은 수뢰부문이었다. 능력을 인정받아 제1항공함대의 참모장으로서 사령장관인 나구모 주이치 중장과 함께 진주만 공격, 태평양 해전에 참가했다. 초기에는 항공전에서 수완을 발휘했으나, 미드웨이 해전에서 주력 함대 4척을 잃는 대실패를 연출했고, 그 후에도 남태평양 해전에서도 참모장으로 참가했지만 시종 적극적인 공격만을 주장해 비난을 받았다.
1944년 4월부터 도요다 소에무 연합함대 사령관 휘하 참모장으로 활동했다. 고류무술과 검술의 달인이었던 구사카는 실전에서도 "상대에게 일격을 가할 마음이 없이는 퇴각하지 않는다"라고 할 만큼 적극적 주전론자였다. 또 연합함대 참모로서, 전함 야마토 이하 제2함대 사령부를 방문해 작전명령의 전달과 설득을 행했다. 연합함대 사령부에서 수상특공명령전달시 실행을 주저한 제2함대 사령관인 이토 중장에게 "1억 총 특공의 매력을 받아들이라"라고 설득했다.
그러나, 정작 종전 후에도 자신만은 영달로 살아남아 수많은 장병들을 자살특공조로 죽음으로 몰아넣은 힘과 입만 앞세운 어리석은 참모로 낙인찍혀 비난을 받아야 했다.